# Open Source Definition
De Open Source Definition (OSD), 'open-brondefinitie', wordt gebruikt door het Open Source Initiative om te bepalen of een softwarelicentie al dan niet beschouwd kan worden als open source. De definitie is gebaseerd op de Debian Free Software Guidelines en werd voornamelijk door Bruce Perens geschreven.
Onder de Open Source Definition moeten licenties aan tien condities voldoen om beschouwd te worden als open-bronlicenties.
Hieronder volgt een niet-officiële, ingekorte, vrije vertaling van de licentie (voor de officiële, Engelstalige tekst, zie de externe link onderaan de pagina).
1. De licentie mag niemand verbieden de software gratis weg te geven óf te verkopen.
2. De broncode moet met de software meegeleverd worden of vrij beschikbaar zijn.
3. Verspreiding van afgeleide werken en aangepaste versies van de software moeten toegestaan zijn.
4. Licenties mogen vereisen dat aanpassingen alleen als patch verspreid worden.
5. De licentie mag niet discrimineren tegen gebruikers(groepen).
6. De licentie mag niet discrimineren tegen de gebruiksomgeving van de software.
7. De rechten verbonden aan het programma moeten opgaan voor iedereen aan wie het programma gedistribueerd wordt.
8. De rechten verbonden aan het programma moeten niet afhangen van softwaredistributies waarvan de software een onderdeel is.
9. De licentie mag niet verlangen dat andere software die samen met de software verspreid wordt onder dezelfde licentie valt.
10. Geen van de bepalingen van de licentie mag slaan op een bepaalde technologie of interface-stijl.

Aanverwant aan de Open Source Definition is de Free Software Definition (vrije software definitie) van de Free Software Foundation, die bepaalt wanneer een softwarelicentie vrije software ondersteunt. In de praktijk is het zo dat licenties die aan de Free Software Definitie voldoen, ook aan de Open Source Defination voldoen, maar niet andersom. Alle licenties die in 2006 aan de Free Software Definition voldoen, voldoen ook aan de Open Source Definition.